# Decius római császár
Imperator Caesar Caius Messius Quintus Decius Traianus Augustus, általánosan elterjedt néven Decius császár, született Caius Messius Decius; Budalia, 201 körül – Abrittus, 251. június 1.) a Római Birodalom császára.

## Hatalomra jutása
Decius Pannonia szülötte volt, bár anyai ágon itáliai vér csörgedezett az ereiben. 232-ben consul, később Róma városának praefectusa volt, majd Philippus Arabs római császár a dunai légiók parancsnokává nevezte ki azzal a nem titkolt szándékkal, hogy rendet teremtsen a fegyelmezetlen katonaság körében. Katonái azonban császárrá kiáltották ki a népszerű hadvezért, s Decius és seregei egy Verona melletti csatában vereséget mértek Philippus császár hadára. Az ütközet után a császár és fia merénylet áldozata lett.

## Uralkodása
Császárként Decius az ősi római hagyományok rendíthetetlen őrzőjeként igyekezett megmenteni a válságba jutott birodalmat az elkerülhetetlennek tűnő bukástól. Példaképül Traianus császárt választotta, akinek nevét a maga neve mellé illesztette. A szenátussal jó kapcsolatot ápolt.

### Keresztényüldözések
Ő volt az első császár, aki már valóban elrendelte a nagy tömegekre vonatkozó keresztényüldözéseket, mivel a császár úgy vélte, hogy a pogány vallás megerősítése a birodalom fenntartásának egyetlen záloga és a keresztények az ősök tiszteletét sértik meg. Decius az új hit erősödésének háttérbe szorításáért komoly intézkedéseket hozott. Jézus Krisztus követőit a hatóságok előtt arra kényszerítette, hogy áldozatot mutassanak be az állam isteneinek és a császárnak. Ha ezt a gyanúsítottak megtagadták, akkor halálbüntetéssel sújtották őket.

## Halála
250-ben a kárpok megtámadták Dacia provinciát, míg a gótok Kniva vezetésével Moesiába hatoltak be. A császár hadjáratot indított a barbárok ellen, de Beroeánál vereséget szenvedett. 251-ben az uralkodó a mai Dobrudzsa vidékén ellentámadást indított a hazafelé igyekvő gótok ellen, de az abrittusi mocsarakban újabb vereséget szenvedett tőlük.  Előbb fia, Herennius, majd a gótok üldözésére induló Decius is elesett a csatában.